# Franz Ferdinand Seitz
Franz Ferdinand Seitz (* 10. Juli 1823 in Schwabach; † 15. April 1898 in München) war ein deutscher Politiker.

## Leben
Als Sohn eines Nadlermeisters geboren, studierte Seitz nach dem Besuch des Gymnasiums in Ansbach evangelische Theologie, dann Philologie in Erlangen. Während seines Studiums wurde er 1842 Mitglied der Burschenschaft der Bubenreuther. Nach seinem Studium wurde er Studienlehrer und später Gymnasialprofessor in Ansbach. Von 1873 bis 1892 war er für den Wahlkreis Ansbach Abgeordneter der Nationalliberalen Partei im Bayerischen Landtag. 1893 ging er in den Ruhestand.